# Захват Boeing 747 на Фиджи
Попытка угона Boeing 747 на Фиджи — попытка угона самолёта, произошедшая 19 мая 1987 года на взлётно-посадочной полосе аэропорта Нади (Фиджи). Авиалайнер Boeing 747-219B авиакомпании Air New Zealand, выполнявший плановый рейс TE 024 по маршруту Токио—Нанди—Окленд, был захвачен во время дозаправки в Нанди. Угонщик сел на борт самолёта и взял в заложники 3 пилотов, угрожая взорвать самолёт, если свергнутый премьер-министр Фиджи доктор Тимочи Бавадра и его 27 министров, находившиеся под домашним арестом, не будут освобождены. Через 6 часов после захвата пилотам в итоге удалось обезвредить угонщика и передать его полиции. О погибших или раненых не сообщалось, лайнер так и не покинул взлётную полосу.

## Инцидент
Рейс TE 024 летел из Токио в Окленд с запланированной дозаправкой в Нанди. Самолёт стоял на ВПП для дозаправки, когда 37-летний этнический индиец Амджад Али (англ. Amjad Ali), работавший в Air Terminal Services, проник на борт самолёта. Вооружённый взрывчаткой, используемой на рудниках, он вошёл в кабину экипажа и сказал командиру, что он взорвёт самолёт, если его требования не будут выполнены.
Используя систему радиопереговоров, Али потребовал освобождения свергнутого премьер-министра Фиджи доктора Тимочи Бавадры и его 27 министров, которые были арестованы лидером повстанцев подполковником Ситивени Рабукой во время государственных переворотов на Фиджи 1987 года. Также Али потребовал, чтобы его доставили в Ливию.
Все 105 пассажиров и 21 член экипажа (бригада бортпроводников) покинули авиалайнер. КВС Грэм Глисон (англ. Graham Gleeson), второй пилот Майкл Макли (англ. Michael McLeay) и бортинженер Грэм Уолш (англ. Graeme Walsh) остались с Али в кабине. В течение 6 часов Али разговаривал с родственниками, находившимися в диспетчерской вышке, и переговорщиками из авиакомпании Air New Zealand, находившимися в Окленде.
Около 13:00, когда Али в очередной раз отвлёкся на радиопереговоры, бортинженер ударил его бутылкой виски. Затем пилоты смогли обезвредить Али и передать его местной полиции. Он получил условный срок за пронос взрывчатки на борт самолёта.